# Афанасьевский сельсовет (Обоянский район)
Афанасьевский сельсовет — сельское поселение в Обоянском районе Курской области Российской Федерации.
Административный центр — село Афанасьево.

## История
Статус и границы сельского поселения установлены Законом Курской области от 21 октября 2004 года № 48-ЗКО «О муниципальных образованиях Курской области»

## Население
| 2002  | 2010  | 2012  | 2013  | 2014  | 2015  | 2016  |
| ----- | ----- | ----- | ----- | ----- | ----- | ----- |
| 2201  | ↗2553 | ↘2496 | ↘2416 | ↗2483 | ↗2519 | ↗2590 |
| 2017  | 2018  | 2019  | 2020  | 2021  |       |       |
| ↗2656 | ↘2633 | ↗2649 | ↘2633 | ↗2746 |       |       |

## Состав сельского поселения
| № | Населённый пункт | Тип населённого пункта       | Население (2010 год) |
| - | ---------------- | ---------------------------- | -------------------- |
| 1 | Афанасьево       | село, административный центр | ↘672                 |
| 2 | Бавыкино         | деревня                      | ↗286                 |
| 3 | Горяйново        | деревня                      | ↘559                 |
| 4 | Запселье         | хутор                        | ↘1                   |
| 5 | Знобиловка       | деревня                      | ↘266                 |
| 6 | Камынино         | село                         | ↘333                 |
| 7 | Нижнее Солотино  | село                         | ↘348                 |
| 8 | Семяновка        | хутор                        | ↘88                  |